# Boliviaans honkbalteam

Vlag van Bolivia.

Het Boliviaanse honkbalteam is het nationale honkbalteam van Bolivia. Het team vertegenwoordigt Bolivia tijdens internationale wedstrijden. Het Boliviaanse honkbalteam hoort bij de Pan-Amerikaanse Honkbal Confederatie (COPABE).